# Petrus Sneyers
Petrus Sneyers (Leuven, gedoopt 18 november 1744 – Diest, 9 september 1807) was een Zuid-Nederlands norbertijn en kroniekschrijver. 

## Leven
Sneyers studeerde in zijn geboortestad filosofie aan de Pedagogie Het Varken. Op 25 oktober 1764 trad hij in bij de norbertijnen van Averbode, op 26 oktober 1766 werd hij geprofesseerd en op 17 december 1768 priester gewijd. In 1771 werd hij aangesteld tot lector theologie aan de abdijschool en vanaf 1774 doceerde hij ook godgeleerdheid bij de kartuizers van Zelem. 
Vanaf 1777 was Sneyers rector van de augustinessen van het Elzenklooster in Zichem. In het begin ontstond een conflict met de zusters omdat hij te veel uitgaf aan kerkuitrusting, maar daarna verbeterden de relaties. Sneyers schreef een kloosterkroniek over de gemeenschap en wees benoemingen elders af. 
Hij verzette zich tegen de Franse overheersing en hielp in de nacht van 23 op 24 mei 1794 met het verbergen van het Sacrament van Mirakel. De Belgische kloosters werden in 1796 opgeheven en de rector werd samen met de monialen op 14 september 1797 uit de gebouwen gezet. Hij weigerde de constitutionele eed af te leggen en leefde als refractair enkele jaren ondergronds. In 1799 kwam het in Montenaken bij Rillaar bijna tot zijn arrestatie. Na het Concordaat van 1801 vestigde hij zich weer in Zichem en verleende hij geestelijke bijstand aan de zusters die er nog waren. Hij stopte zijn kroniek op 16 november 1806.

## Publicatie
- Annotationes de monasterio et oppido de Sichem (Averbode, AAA, sectie IV, nr. 93)

## Uitgave
- Eddy Exelmans en Thomas G. Secuianu, Annotationes de monasterio et oppido de Sichem. Kroniek van R.D. Petrus Sneyers over het Elzenklooster en de stad Zichem van 1777 tot 1806, 2020. ISBN 978946400344 (tweetalige editie Latijn-Nederlands)